# Alfonso García Robles
Alfonso García Robles, född 20 mars 1911 i Zamora de Hidalgo, Michoacán, död 2 september 1991 i Mexico City, var en mexikansk politiker, advokat och diplomat som tillsammans med Alva Myrdal tilldelades Nobels fredspris 1982.

## Biografi
1945 var Robles en av delegaterna vid San Francisco-konferensen som grundade FN. 1962-64 var han ambassadör i Brasilien. Därefter var han statssekreterare till Mexikos utrikesminister (1964-70), representant för Mexiko i FN (1971-75) samt utrikesminister (1975-76). Därefter blev han Mexikos permanenta representant i UNCD (UN Conference on Disarmament). 1982 tilldelades Robles Nobelpriset för sina bidrag till Tlatelolcoavtalet, ett avtal som syftade till ett kärnvapenfritt område i Latinamerika och Karibien.